# Poljoty vo sne i najavu
Poljoty vo sne i najavu (russisk: Полёты во сне и наяву, da.: Flyvninger i drømme og i virkeligheden) er en sovjetisk spillefilm fra 1983 instrueret af Roman Balajan.
Filmen handler om en mands midtvejskrise. 

## Medvirkende
- Oleg Jankovskij som Sergej Makarov
- Ljudmila Gurtjenko som Larisa Kuzmina
- Oleg Tabakov som Nikolaj Pavlovitj
- Ljudmila Ivanova som Nina
- Ljudmila Zorina som Natasja